# Amparo Sebastián Caudet
Amparo Sebastián Caudet (Valencia, 1948) es una arqueóloga, conservadora de museos e investigadora experta en Patrimonio Científico. Sus investigaciones como prehistoriadora se han centrado en el Arte Rupestre Levantino y, como conservadora de museos, en el Patrimonio Científico renacentista y barroco. 
Ha sido directora del Museo Nacional de Ciencia y Tecnología (Madrid) desde 1991 a 1997 y desde 1998 a 2008, espacio en el que ha sido responsable de la creación de programas de cultura científica dirigidos a distintos grupos de edad y formación.

## Trayectoria académica
Se licenció en Geografía e Historia (Especialidad de Arqueología y Prehistoria)en la Universidad de Valencia en 1983, obteniendo posteriormente el título de doctora en la misma especialidad con la tesis “Estudio sobre la composición en el Arte Levantino” en 1992, dirigida por los catedráticos de Prehistoria de la Universidad de Valencia (Prof. Dr. Valentín Villaverde) y de la Universidad Complutense de Madrid (Prof. Dr. Manuel Fernández Miranda).
En continuidad con sus trabajos previos sobre iconografía de las figuras pintadas y los sistemas de composición de escenas en el Arte Levantino, durante su tesis doctoral sobre el “Estudio sobre la composición en el Arte Levantino”, realizó el estudio exhaustivo  de los conjuntos pictóricos que podían ser reconocidos como composiciones intencionadas en los paneles pétreos de los abrigos levantinos ubicados entre el Pirineo Aragonés  y el río Júcar.
Entre 1986-1988, emprende y desarrolla con la colaboración de Juan Zozaya, Subdirector del Museo Arqueológico Nacional en aquel momento (1986/1999) la excavación del Abrigo de Ángel, en Ladruñán (Teruel), siendo este el primer abrigo rupestre conocido en el que, además de contener pinturas rupestres  levantinas, existía un yacimiento intacto, cuya estratigrafía proporcionó datos esenciales para documentar su evolución desde el final del Paleolítico, el Epipaleolítico (más unos niveles neolíticos casi en superficie).
En los periodos de excavaciones del Abrigo de Ángel (1986 y 1987), realizó también campañas sistemáticas de prospecciones en la misma zona,  con el apoyo especial de otros dos arqueólogos expertos en prospecciones complejas, Agustí Ribera  y  Albert Painaud, en las que se descubrió el insólito conjunto de figuras grabadas (no pintadas) de Arte Levantino en el Abrigo del Barranco Hondo, en Castellote (Teruel), dado que no existía ningún conjunto similar. La adjudicación de estas figuras al Arte Levantino fue posteriormente confirmada por Pilar Utrilla y Valentín Villaverde.

## Directora del Museo Nacional de Ciencia y Tecnología.
Tras su labor como conservadora del Museo de Bellas Artes de La Coruña (1989-1991), en 1991 se incorporó al Museo Nacional de Ciencia y Tecnología como conservadora responsable del museo en los primeros meses y, después, como directora entre 1991 y 1997, y entre 1998 y 2008. 
Durante este periodo -y gracias a la financiación externa de la Comunidad de Madrid (Plan Regional e Investigación de la Comunidad de Madrid) y, más tarde, de las del Plan Nacional de I+D+I (Plan Nacional de Investigación, Desarrollo e Innovación) (Ministerio de Educación y Cultura y posteriormente Ministerio de Ciencia y Tecnología)- se desarrollaron diferentes proyectos,  inspirados por las reflexiones de la teoría educativa (Piaget, Freinet y Summer Hill School de A. Sutherland Neill), así como por la experiencia de la Institución Libre de Enseñanza en España. Entre los distintos proyectos desarrollados durante su etapa como directora, cabe destacar:
- Estudio y Catalogación del instrumental científico antiguo del Museo Nacional de Ciencia y Tecnología (Siglos XVI-XIX).
- Museo Hispano de Ciencia y Tecnología: creación en CD del primer museo virtual de Ciencia y Tecnología, realizado con el Departamento de Sistemas Telemáticos (Escuela Técnica Superior de Ingenieros de Telecomunicaciones (ETSIT), de la Universidad Politécnica (UPM).[10]
- Creación de la zona expositiva Abriendo las puertas de la ciencia.[11]
- Desarrollo de nuevas áreas expositivas en el Museo:      
  - Vivir más y mejor: Nuestra meta, sobre instrumental médico y quirúrgico antiguo.[12]
  - Tiempos precisos, acerca de los relojes de mayor importancia científica y técnica de la colección del MNCT, adquiridos en esos años.
  - Fotografía en el MNCT, colección de cámaras fotográficas.[13]
  - Antes que la ciencia: Intuición, inteligencia, conocimiento y armonía, creación multimedia dedicada a mostrar el conocimiento, la habilidad y la  inteligencia de los seres humanos, analizados,  desde  la Prehistoria y el mundo antiguo hasta el mundo medieval.[14]
  - Programas de restauración del patrimonio científico y técnico, particularmente a través del apoyo del Plan Nacional de I+D+I en los proyectos Sonidos de ayer,  para el estudio y recuperación de los primeros sonidos grabados en los cilindros de cera de la colección de fonógrafos del museo, Instrumentos científicos. Testigos de la Evolución de la Ciencia: Un Patrimonio mal tratado y Pianolas y organillo en el MNCT (programa de restauración de instrumentos musicales mecánicos).
  - Las actividades de FOROCIENCIA (Programas  Cultura Científica) que, entre el año 2000 y 2008, contaron con la participación de distintos investigadores, así como con la colaboración de la Fundación de apoyo al Museo Nacional de Ciencia y Tecnología (FAMNCT) y de otras instituciones para la creación de un foro de ciencia, de comunicación y divulgación, para que cualquier joven, niño o adulto  pudieran acercarse a la ciencia, la tecnología y el conocimiento.
  - Maratones Científicos,  orientados  a estudiantes universitarios y público adulto, celebrados entre 2002 y 2008. Los maratones abordaron temas como el "Cambio Climático", "Ciencia y Ética", "Biología Molecular", "Trasplantes, Nanotecnología, Nuevos materiales", "La Antártida, Vida en condiciones extremas", "Embriones y Células Madre", "La Astronomía que viene", "La vida en la Prehistoria", "Internet y la Sociología de la Comunicación", "El papel de la ciencia en la globalización", "Mente y Cerebro", "Viejas y nuevas infecciones", "El desafío de la eterna juventud" y "Fusión Nuclear".[15]
  - Programa Embajadores de la ciencia para potenciar el acercamiento entre los alumnos de Educación Secundaria, particularmente de aquellos que no residían en Madrid, y el Museo.
  - El ciclo Cine y Ciencia, celebrado desde 2002 a 2008 en la Semana de la Ciencia.[14]
  - La actividad Charlando con nuestros sabios, entre 2000 al 2008, destinada a niños de 8 a 11 años, y de 12 a 14 años.[14]
  - Creación de los ciclos Pequemuseo y Pequecuentos para conectar al público infantil con la ciencia y la tecnología.

## Otras responsabilidades desempeñadas
Entre el año 1997 y 1998, Amparo Sebastián ha desempeñado el cargo de subdirectora general de Museos Estatales, en el Ministerio de Educación y Cultura Ministerio de Educación y Cultura (1997/ 1998), periodo en el que dirigió y gestionó la renovación arquitectónica y museológica de  seis museos estatales (Mahón, Palencia, Segovia, Zamora, Zuloaga -en Segovia, Santo Tomé -en Ávila).  También ha sido coordinadora del Programa de Incentivación de la Incorporación e Intensificación Investigadora (PI3) en el Ministerio de Ciencia e Innovación entre 2008 y 2014.